# ألفت إمام
ألفت إمام (23 مارس 1964 -)، ممثلة مصرية.

## عن حياتها
حصلت على بكالوريوس فنون مسرحية من «المعهد العالي للفنون المسرحية»، لمعت في أول أدوارها عملت في العديد من المجالات الفنية في السينما والمسرح والتليفزيون، وذلك في الأدوار الثانية، فازت بجائزة التمثيل الثانية عن فيلم هستيريا 1998.

## أعمال
| - بلاش تبوسني:2018 - فبراير الأسود:2013- سميحة - عصافير النيل:2010- ام حسين (ضيف شرف) - علمنى الحب:2005- ألفت - فيلم ثقافي:2000- نوسة - الواد محروس بتاع الوزير:1999- مسعدة - هيستيريا:1998- حورية | - في الصيف الحب جنون:1995 - الشطار:1993 - العودة والندم:1990 - اللعبة الأخيرة:1990 - النصاب والكلب:1990 - شباب على كف عفريت:1990 | - لقاء في شهر العسل:1987 - العملية 42: 1987- زينات - ملف في الآداب:1985- عايدة - نعيمة فاكهة محرمة:1984 - بيت القاصرات:1984- فواكه - جدعان باب الشعريه:1983- صديقة حلاوتهم الثرية |

### مسلسلات
| - نص الشعب اسمه محمد:2025 - منيرة - في ال لا لا لاند:2017- سعاد - السبع وصايا:2014- إسعاد - لسه بدري:2012- ضيف شرف - عابد كرمان:2011- تسيبورا - جوز ماما (ج1): 2010 - نعم مازلت آنسة:2010 - عيال بحر:2009 - وكالة عطية:2009 - 7 شارع السعادة:2008 - راسين في الحلال:2008 | - أدهم الشرقاوي:2008 - لحظات حرجة:2007- حلقة واحدة - المصراوية: الفجر في بشنين (ج1): 2007- أم الخير - نور الصباح:2006 - على نار هادئة:2005- مهجة - أماكن في القلب:2005- ليا - المرسي والأرض:2004 - ملك روحي:2003 - ثورة الحريم:2003 - أنظر حولك وابتسم:2002 | - محاكمة الليالي:2000 - المحاربون:2000 - وجه القمر:2000- عزّة - زيزينيا: الولي والخواجة (ج1) 1997- ماريا - الخط الساخن:1997 - يوميات ونيس: (ج2، 3، 4) 1995، 1996، 1997- معتزة - ألف ليلة وليلة:1992 - وما زال النيل يجري:1992 - مغامرات زكية هانم:1992- نبيلة - أولادي:1989- سحر | - هاربات من الماضي:1989 - حبيبي الذي لا أعرفه:1989 - رأفت الهجان: (ج1، 3) 1988، 1991- ليندا - اللي معاه قرش:1988 - المحروسة 85: 1985- صفاء - حتى لا يختنق الحب:1983 - الباقي من الزمن ساعة:1982- هند - ليلة القبض على فاطمة:1982 - وفيه ناس طيبين:1981 - خفايا البيوت |

### مسرحيات
| - الواد ويكا بتاع أمريكا:1998 - بكره:1994 - بوم شيكا بوم:1987 - عفوا يا هانم:1986 - دلوعة يا بيه:1986 | - ليلة من ألف ليلة:1977 - آه يا غجر - البيه السباك - الرعب اللذيذ - ثورة الشطرنج | - صورة ملهاش أصل - هل تحبين حنفي - حب حتى السجن - النسانيس |

### أخرى
- وحدي: سهرة تليفزيونية
- أم العريف:1992 - فوازير
- حب وتخشيبة: سهرة تليفزيونية- السكرتيرة

## روابط خارجية
- ألفت إمام على موقع IMDb (الإنجليزية)
- ألفت إمام على موقع الدهليز
- ألفت إمام على موقع قاعدة بيانات الأفلام العربية